# Schatz von Chatuzange

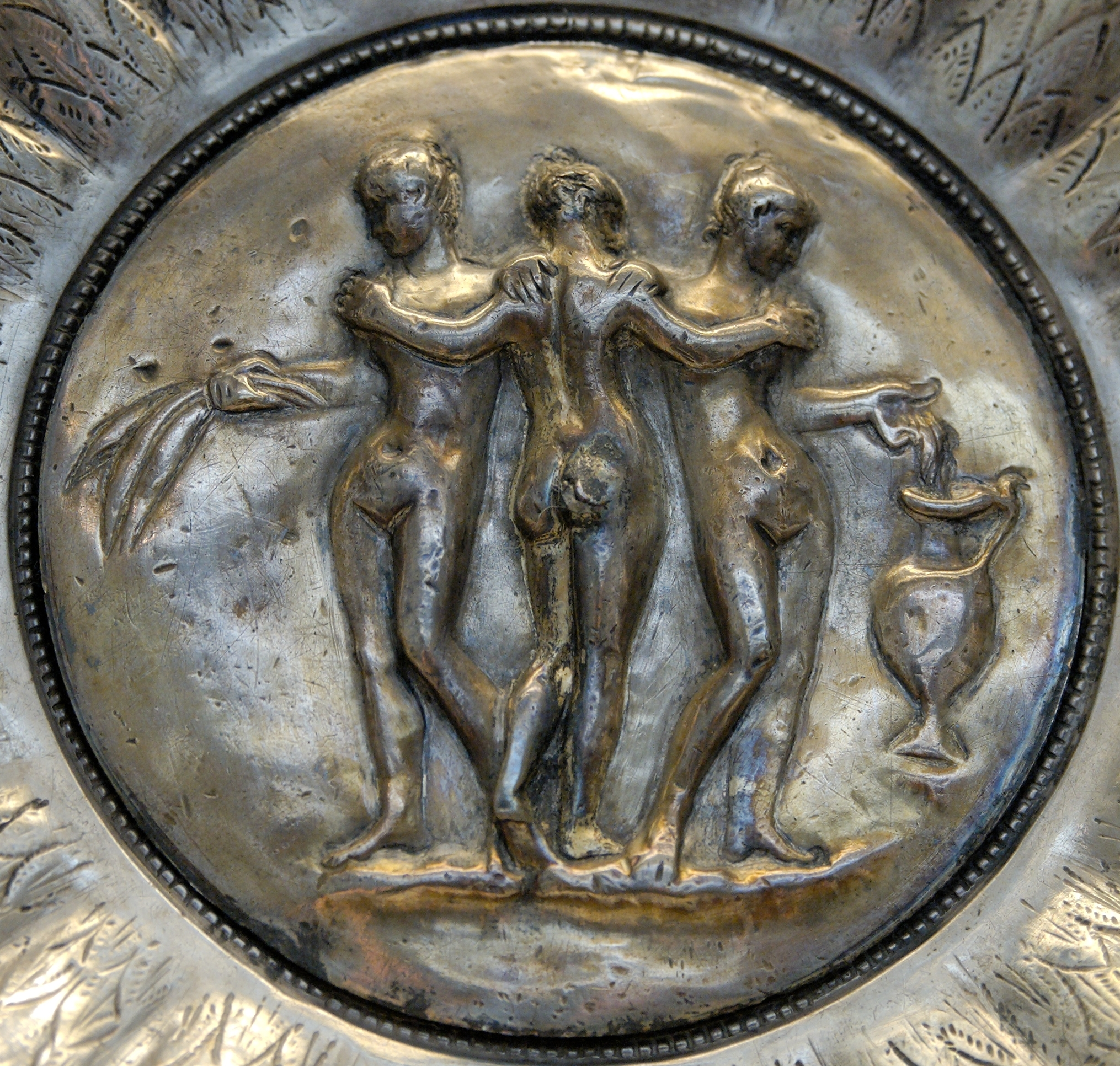
Mittelmedaillon der Waschschüssel aus dem Schatz von Chatuzange mit den Drei Grazien

Der Schatz von Chatuzange ist ein römischer Schatzfund, der im Jahr 1888 in der Nähe von Chatuzange-le-Goubet im Département Drôme in der Region Auvergne-Rhône-Alpes im Bereich einer römischen Villa entdeckt wurde. Im Jahr 1893 gelangten die insgesamt sechs  Objekte in das British Museum in London.

## Teile des Schatzfundes
Die Fundstücke aus Silber mit einem Gesamtgewicht von 5,6 kg datieren in das 2. und 3. Jahrhundert n. Chr. Eine Waschschüssel mit gewelltem Rand hat einen Durchmesser von 35 cm, das Mittelmedaillon zeigt die drei Grazien. Die übrigen Objekte gehören zum Tafelgeschirr. Eine gerippte Schüssel hat einen Durchmesser von 19,7 cm. Eine kleinere Schüssel (Durchmesser 11,6 cm) mit Perlstabrand ist in der Mitte mit einer Swastika in Niellotechnik verziert. Eine große Servierplatte mit einem Durchmesser von 38,3 cm ist in gleicher Weise mit Perlstabrand und zentraler Swastika verziert; an der Unterseite trägt sie eine antike Gewichtsangabe P(ondi) VI, also sechs römische Pfund. Zum Ensemble gehören ferner noch zwei Kasserollen. Bei einer ist der Griff vegetabil verziert und endet in zwei nach außen blickenden Köpfen von Wasservögeln. Bei der anderen ist der Griff mehrzonig verziert. Im oberen Bereich lehnt die Göttin Fortuna, erkennbar an einem Füllhorn, an einer Säule, darunter befindet sich eine Architektur zwischen Pflanzen, zuunterst nähert sich eine Frau mit einer Fackel einem Altar. Die Unterseite des Griffs trägt ein Graffito Lucini Vavisna.

## Galerie

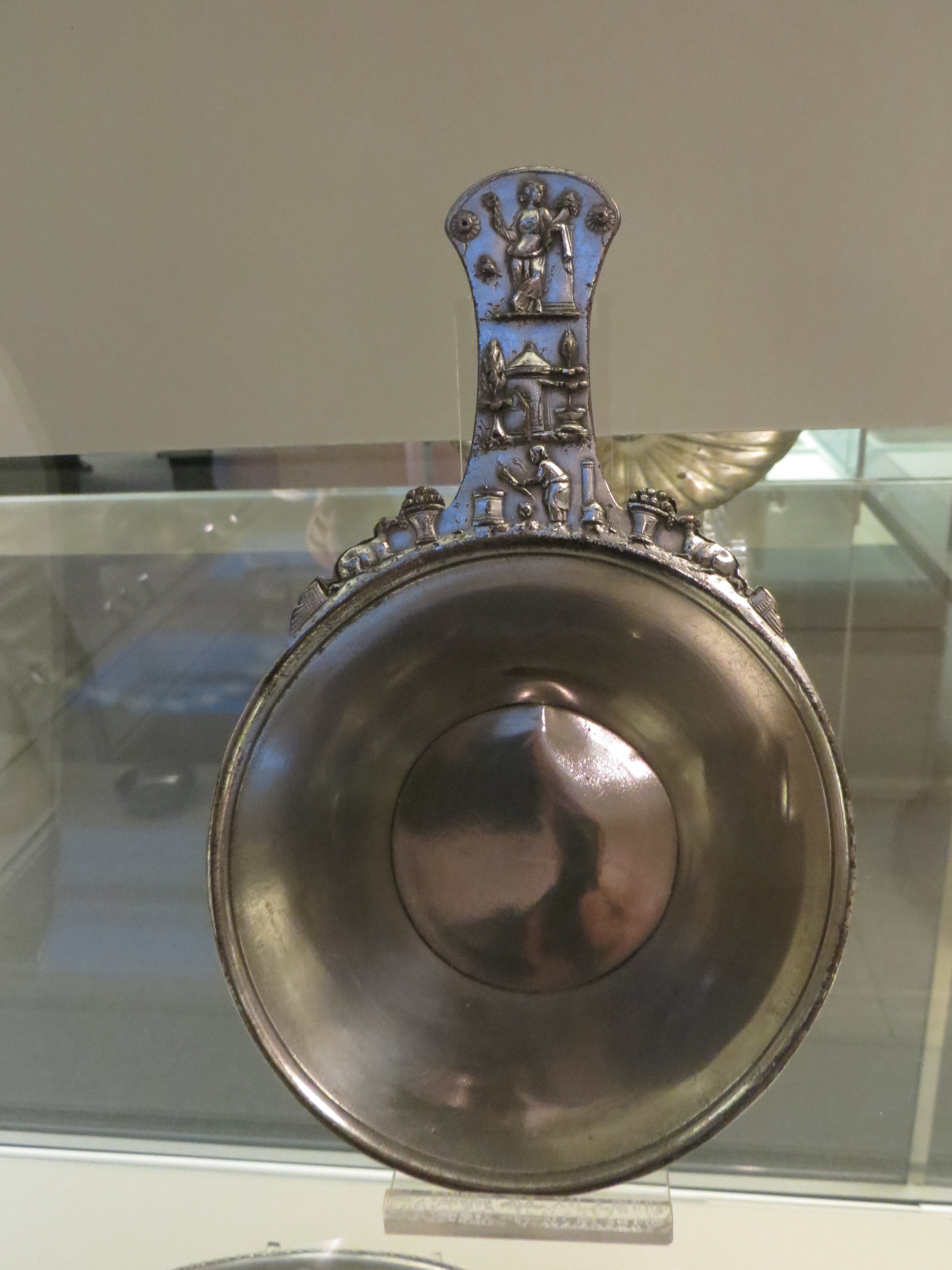
Kasserolle mit Darstellung der Fortuna
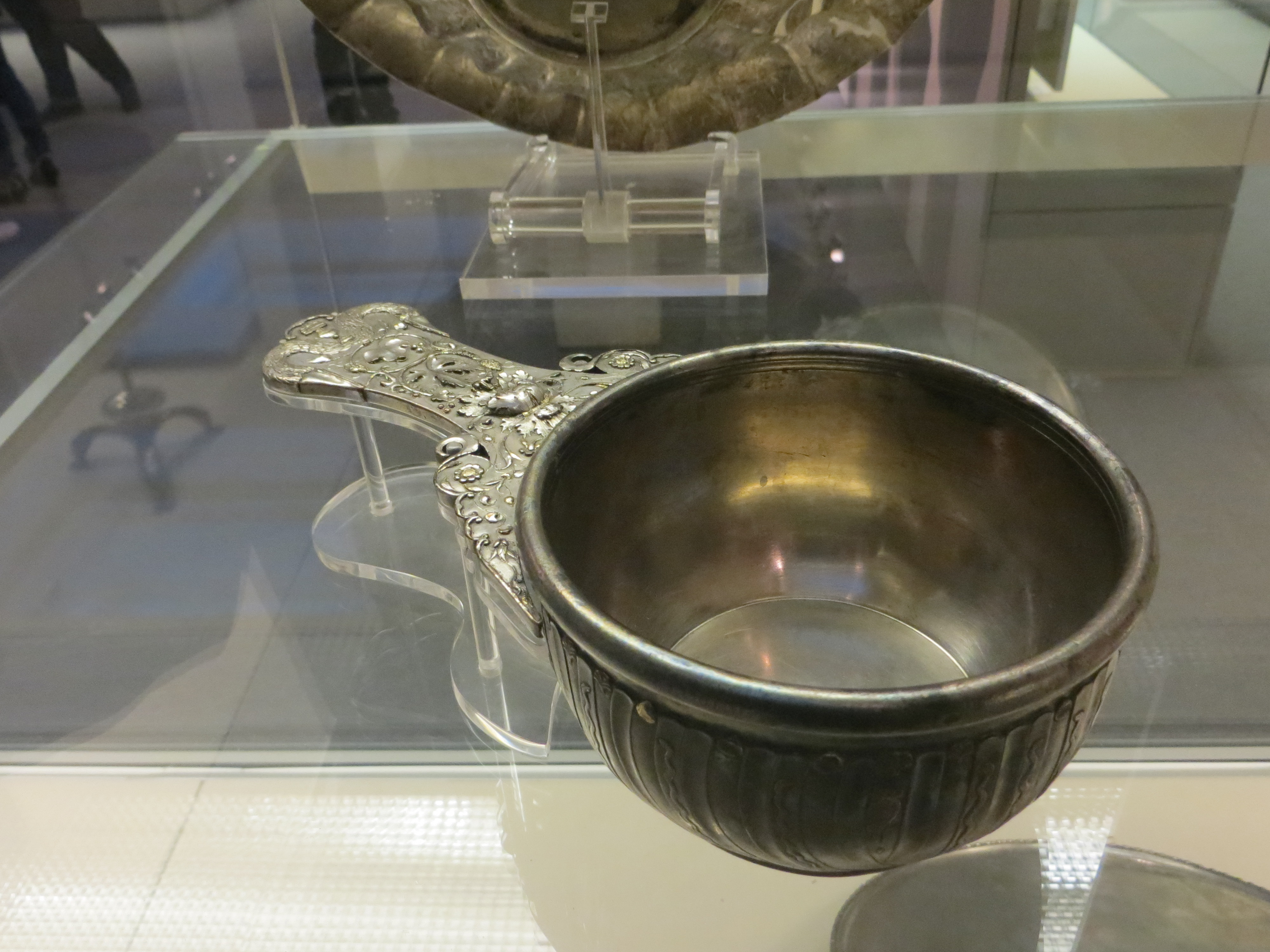
Weitere Kasserolle aus dem Fund
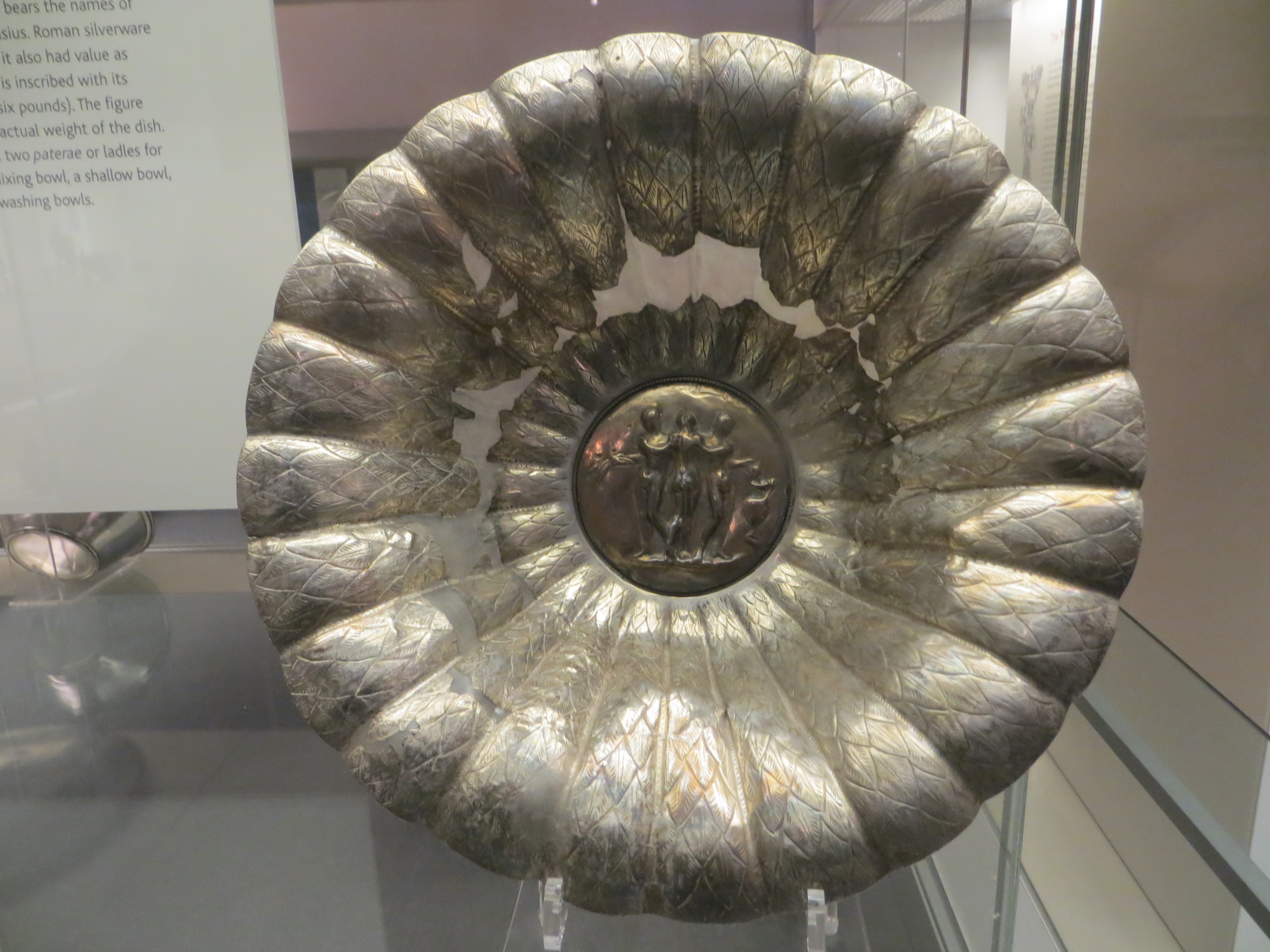
Waschschüssel
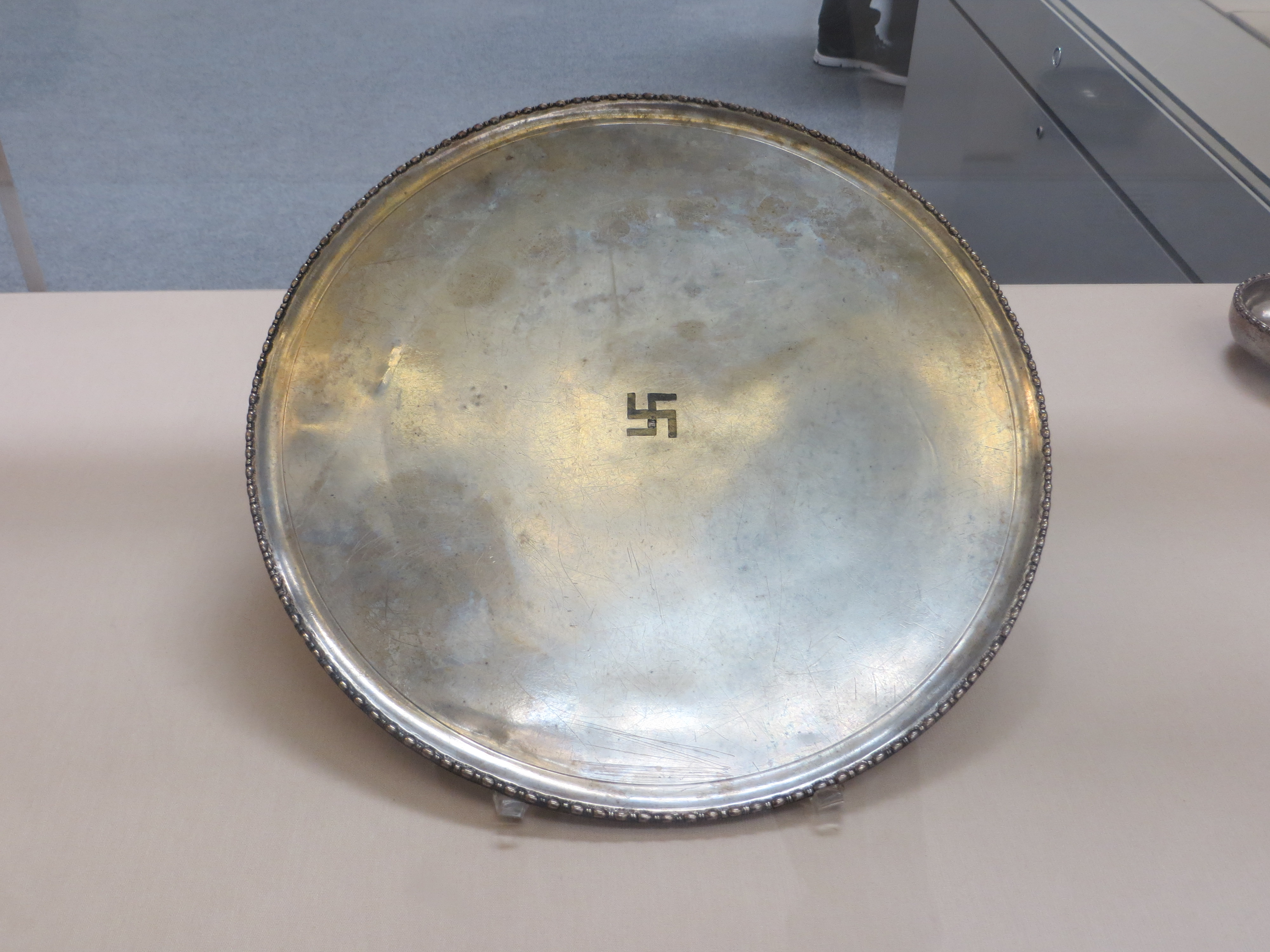
Servierplatte
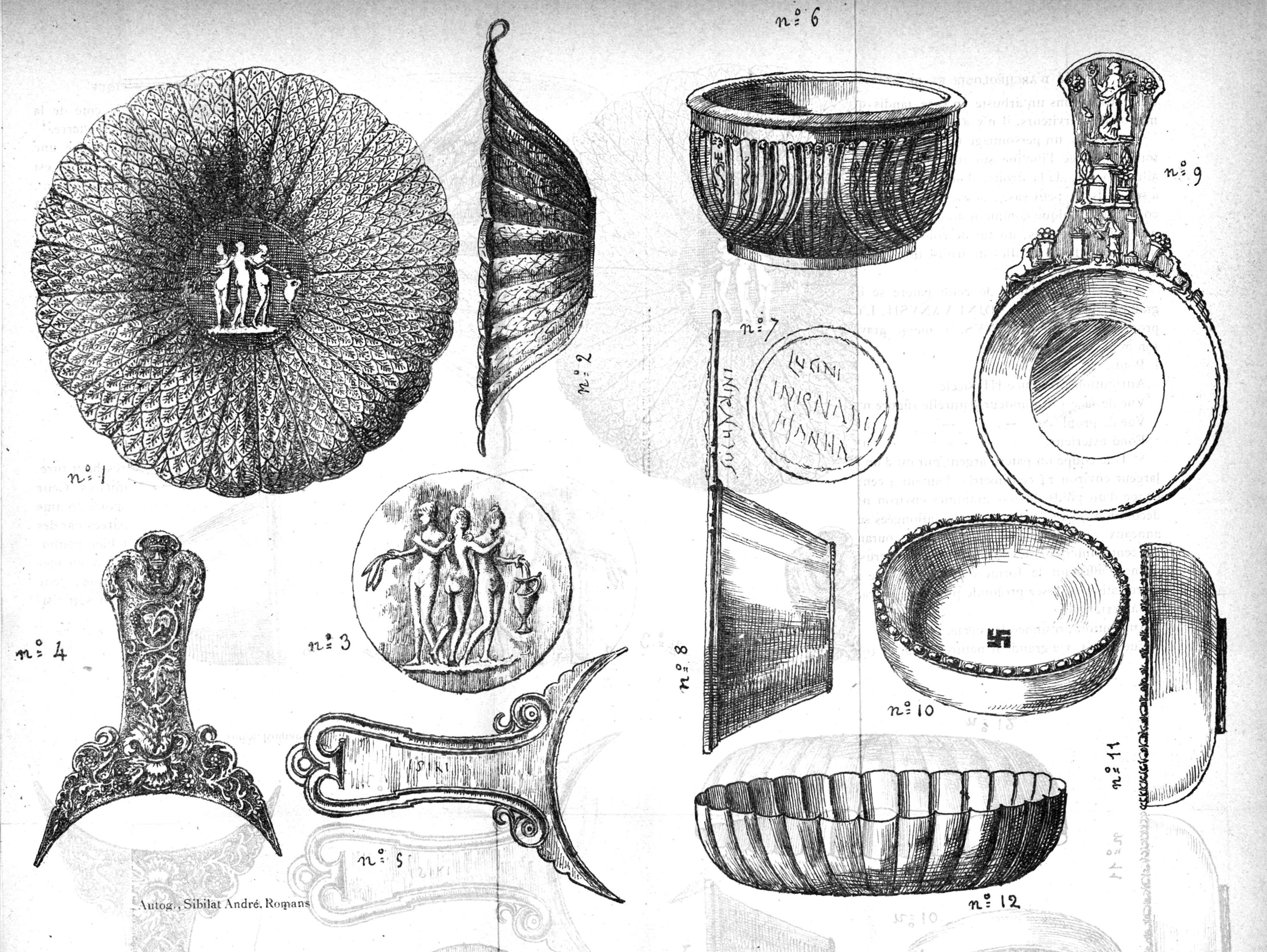
Fundzeichnungen aus der Erstpublikation von Alphonse Nugues 1888